# ستانلي ووكر
ستانلي ووكر (18 مايو 1908 في المملكة المتحدة - 26 نوفمبر 1993 في المملكة المتحدة) (بالإنجليزية: Stanley Walker)‏ هو لاعب كريكت بريطاني (وحمل سابقاً جنسية المملكة المتحدة لبريطانيا العظمى وأيرلندا). لعب مع نادي مقاطعة ديربيشاير للكريكت ‏.